# Elmwood (Wisconsin)
Elmwood és una població dels Estats Units a l'estat de Wisconsin. Segons el cens del 2000 tenia 841 habitants.

## Demografia
Segons el cens del 2000, Elmwood tenia 841 habitants, 343 habitatges, i 218 famílies. La densitat de població era de 219,4 habitants per km².
Dels 343 habitatges en un 27,7% hi vivien nens de menys de 18 anys, en un 51,9% hi vivien parelles casades, en un 9% dones solteres, i en un 36,4% no eren unitats familiars. En el 32,1% dels habitatges hi vivien persones soles el 17,8% de les quals corresponia a persones de 65 anys o més que vivien soles. El nombre mitjà de persones vivint en cada habitatge era de 2,29 i el nombre mitjà de persones que vivien en cada família era de 2,9.
Per edats la població es repartia de la següent manera: un 22,4% tenia menys de 18 anys, un 6,8% entre 18 i 24, un 25,4% entre 25 i 44, un 21,5% de 45 a 60 i un 23,9% 65 anys o més.
L'edat mediana era de 41 anys. Per cada 100 dones de 18 o més anys hi havia 80,9 homes.
La renda mediana per habitatge era de 33.558 $ i la renda mediana per família de 41.250 $. Els homes tenien una renda mediana de 32.375 $ mentre que les dones 22.250 $. La renda per capita de la població era de 16.369 $. Aproximadament el 2,3% de les famílies i el 4,4% de la població estaven per davall del llindar de pobresa.

## Poblacions més properes
El següent diagrama mostra les poblacions més properes.